# Староельня (Дятловский район)
Староельня  (транслит. Starajeĺnia; бел Старае́льня) — деревня в Дятловском районе Гродненской области Белоруссии. Входит в состав Даниловичского сельсовета.

## История

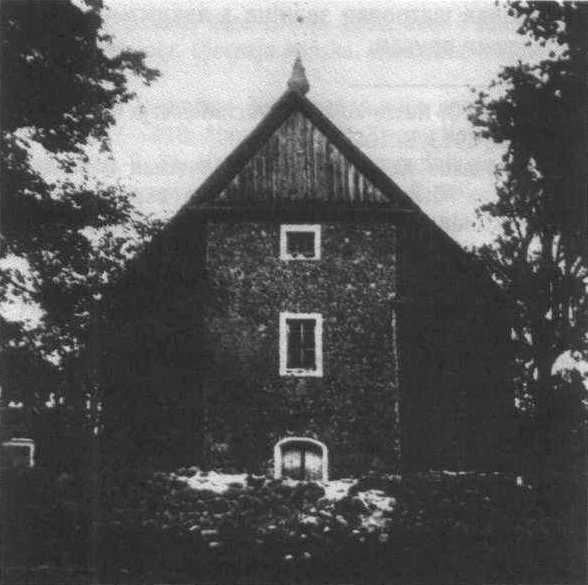
Костёл в Староельне, нач. XX век.

Католический приход основан в 1450 г., костёл построен в 1728-1729 гг., закрыт в 1947 г., перестроен в 1989 г., освящен в 1993 г.